# Taksila (miasto)
Taksila (urdu: ٹيکسلا‬) – miasto w Pakistanie, w prowincji Pendżab. W 2017 roku liczyło 121 952 mieszkańców.